# Пухер, Петер
Петер Пухер (словац. Peter Pucher; род. 12 августа 1974, Прешов) — словацкий хоккеист, игравший на позиции центрального нападающего.

## Карьера
Воспитанник хоккейной школы ХК «Прешов». Выступал за «Прешов», ШКП (Попрад), «Кошице», «Орли Зноймо», «Пардубице», «Комета».
В составе национальной сборной Словакии провел 144 матча (23 гола); участник чемпионатов мира 1994 (группа C), 1997, 1999, 2000, 2001, 2002 и 2005.

## Достижения
- Крест Президента Словацкой Республики I степени (15 мая 2002 года)[2]
- Чемпион мира (2002)
- серебряный призер чемпионата мира (2000)
- Чемпион Словакии (1999)
- Серебряный призер чемпионата Чехии (2007), бронзовый призер (2006)